# Pseudechinus huttoni
Pseudechinus huttoni is een zee-egel uit de familie Temnopleuridae.
De wetenschappelijke naam van de soort werd in 1908 gepubliceerd door William Blaxland Benham.